# 주필리핀 대한민국 대사관
주필리핀 대한민국 대사관은 1958년 필리핀 마닐라에 개설된 대한민국 외교부 소속의 대사관이다.

## 역대 공관장
| 대수        | 성명   | 임명        |
| ----------- | ------ | ----------- |
| 제1대 대사  | 김 훈  | 1958년      |
| 제2대 대사  | 신동기 | 1961년      |
| 제3대 대사  | 이형근 | 1961년      |
| 제4대 대사  | 김용식 | 1962년      |
| 제5대 대사  | 유양수 | 1963년      |
| 제6대 대사  | 윤석헌 | 1967년      |
| 제7대 대사  | 김세린 | 1969년      |
| 제8대 대사  | 장지량 | 1973년      |
| 제9대 대사  | 강영규 | 1976년      |
| 제10대 대사 | 송광정 | 1980년      |
| 제11대 대사 | 이남기 | 1981년      |
| 제12대 대사 | 김창훈 | 1984년      |
| 제13대 대사 | 안재석 | 1987년      |
| 제14대 대사 | 노정기 | 1989년      |
| 제15대 대사 | 이창수 | 1993년      |
| 제16대 대사 | 이장춘 | 1995년      |
| 제17대 대사 | 박동순 | 1997년      |
| 제18대 대사 | 신성오 | 1999년      |
| 제19대 대사 | 손상하 | 2001년      |
| 제20대 대사 | 유명환 | 2004년 3월  |
| 제21대 대사 | 홍종기 | 2005년 11월 |
| 제22대 대사 | 최중경 | 2008년 9월  |
| 제23대 대사 | 이혜민 | 2010년 7월  |
| 제24대 대사 | 이 혁  | 2012년 9월  |
| 제25대 대사 | 김재신 | 2015년 4월  |
| 제26대 대사 | 한동만 | 2018년 1월  |
| 제27대 대사 | 김인철 | 2020년 12월 |
| 제28대 대사 | 이상화 | 2023년 6월  |

## 사건 사고
김규열 선장 투옥 및 사망 사건
2009년 12월 17일 필리핀 마약단속청 직원들에게 강제 구금된 김규열 선장은 2011년 11월 18일 보석 공판 끝에 20만 페소를 내고 석방됐으나 2012년 12월 17일 다시 무기징역 선고를 받고 복역하던 중 2013년 11월 뇌출혈로 쓰러진 채 감옥에서 숨을 거뒀다.

## 같이 보기
- 대한민국-필리핀 관계
- 주한 필리핀 대사관
- 주세부 대한민국 분관